# Aedes punctodes
Aedes punctodes é um espécie de mosquito do Género Aedes, pertencente à família Culicidae.